# Saab 9-2X
La Saab 9-2X est une Subaru Impreza Wagon de seconde génération, fabriquée au Japon pour le constructeur automobile Saab entre 2004 et 2005, et réservée au marché nord américain.
Désireux de diversifier l'offre Saab sur le marché nord-américain, notamment dans le segment des Sport Utility Vehicles (SUV) compacts, GM alors actionnaire de la marque Subaru propose d'emprunter une base Impreza Wagon pour assembler un véhicule offrant l'agrément d'un 4x4 tout en permettant une consommation réduite, et bénéficiant de l'image de marque Saab. Une première mouture sera présentée à l'occasion du salon automobile de Los Angeles, en décembre 2003, et le modèle définitif commercialisé à partir du 1er juillet 2004 aux États-Unis et au Canada. En dépit de bonnes qualités dynamiques, le véhicule ne connaîtra pas le succès escompté et terminera sa courte carrière en 2005 (millésime 2006), en même temps que la rupture de la coopération GM-Subaru. La série aura été assemblée par le japonais Fuji Heavy Industries, maison mère de Subaru, à l'usine d'Ota-Gunma.
Elle est affectueusement renommée "Saabaru" parmi la communauté de possesseurs de Subaru.

## Différences avec la Subaru

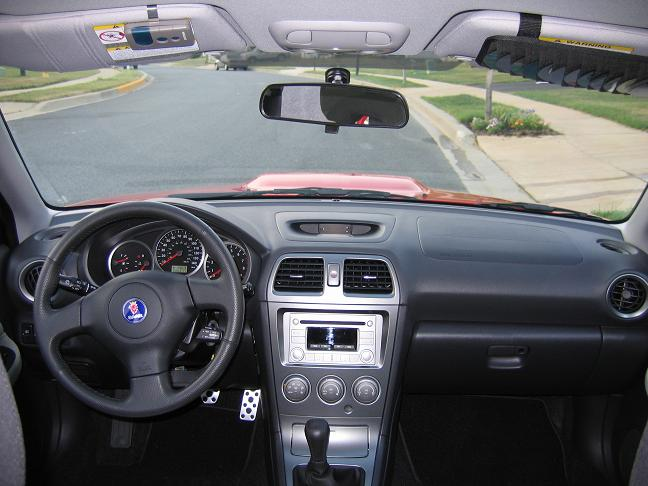
Intérieur similaire à la Subaru

Si le véhicule semble n'être qu'une simple Subaru Impreza break rebadgée, la version Saab offre tout de même certaines différences notables au niveau du confort, du dessin du nez et de la queue ainsi qu'au niveau mécanique.
D'une manière générale l'habitacle garde le design Subaru d'origine, mais dans le détail Saab améliore grandement la qualité d'ensemble en apportant des matériaux d'une qualité supérieure. On retrouve ainsi une moquette plus épaisse, des tapis au standard Saab, un nouveau design des garnitures de porte. Les sièges acceptent une sellerie en tissu à deux tons ou une sellerie cuir, et bénéficient du chauffage ainsi que du dispositif d'appui-tête actif SAHR. L'insonorisation est particulièrement améliorée par la modification des joints, le renforcement des garnitures acoustiques (toit, cabine, moteur) et par l'attention portée à l'atténuation des vibrations de différents éléments.
Sous la direction de Michael Mauer, le designer Ola Granlund modifie l'esthétique de la carrosserie à l'avant, avec une calandre, des feux et un bouclier spécifiques au design Saab en plus d'un capot redessiné, et à l'arrière avec un pare-chocs, des feux et un hayon remodelés, y compris le becquet. La Saab se montre ainsi plus courte de 10 centimètres.
Les modifications mécaniques concernent essentiellement les qualités du châssis. Est appliqué un nouveau réglage au niveau des suspensions, avec des amortisseurs différents, pour atténuer les phénomènes de rebonds à vitesse réduite et augmenter la maniabilité du véhicule à pleine charge. La suspension arrière adopte l'aluminium, les coussinets de suspension et la barre stabilisatrice sont également d'origine Saab. La crémaillère de direction change, pour offrir un ratio de 15:1 au lieu du 16.5:1 d'origine.
L'ensemble de ces changements augmente la masse du véhicule, mais l'agrément de conduite, le confort et la dynamique sont améliorés.

## Motorisations
La finition Linear bénéficie du moteur 4 cylindres 2.5i à plat, tandis que la finition Aero dispose du 4 cylindres 2.0t à plat. Pour le millésime 2006, l'Aero s'équipera du moteur 2.5 turbo de l'Impreza WRX. La puissance est transmise aux roues par une boîte de vitesses mécanique à 5 rapports, ou par boîte automatique à 4 rapports.
Millésime 2005 :
- 2.5i à plat, 165 ch (123 kW), 225 N m, 4 cyl. - Subaru EJ25
- 2.0t à plat, 227 ch (169 kW), 294 N m, 4 cyl. - Subaru EJ20

Millésime 2006 :
- 2.5i à plat, 173 ch (129 kW), 225 N m, 4 cyl. - Subaru EJ25
- 2.5t à plat, 230 ch (172 kW), 319 N m, 4 cyl. - Subaru EJ25

## Finitions
- Linear
- Aero

## Ventes aux États-Unis
| Année | Ventes | Diff.    |
| ----- | ------ | -------- |
| 2004  | 1 788  |          |
| 2005  | 5 940  | +232,2 % |
| 2006  | 1 435  | -75,8 %  |
| 2007  | 118    | -91,8 %  |
| 2008  | 3      | -97,5 %  |
| Total | 9 284  |          |